# اخراج موریسکوها

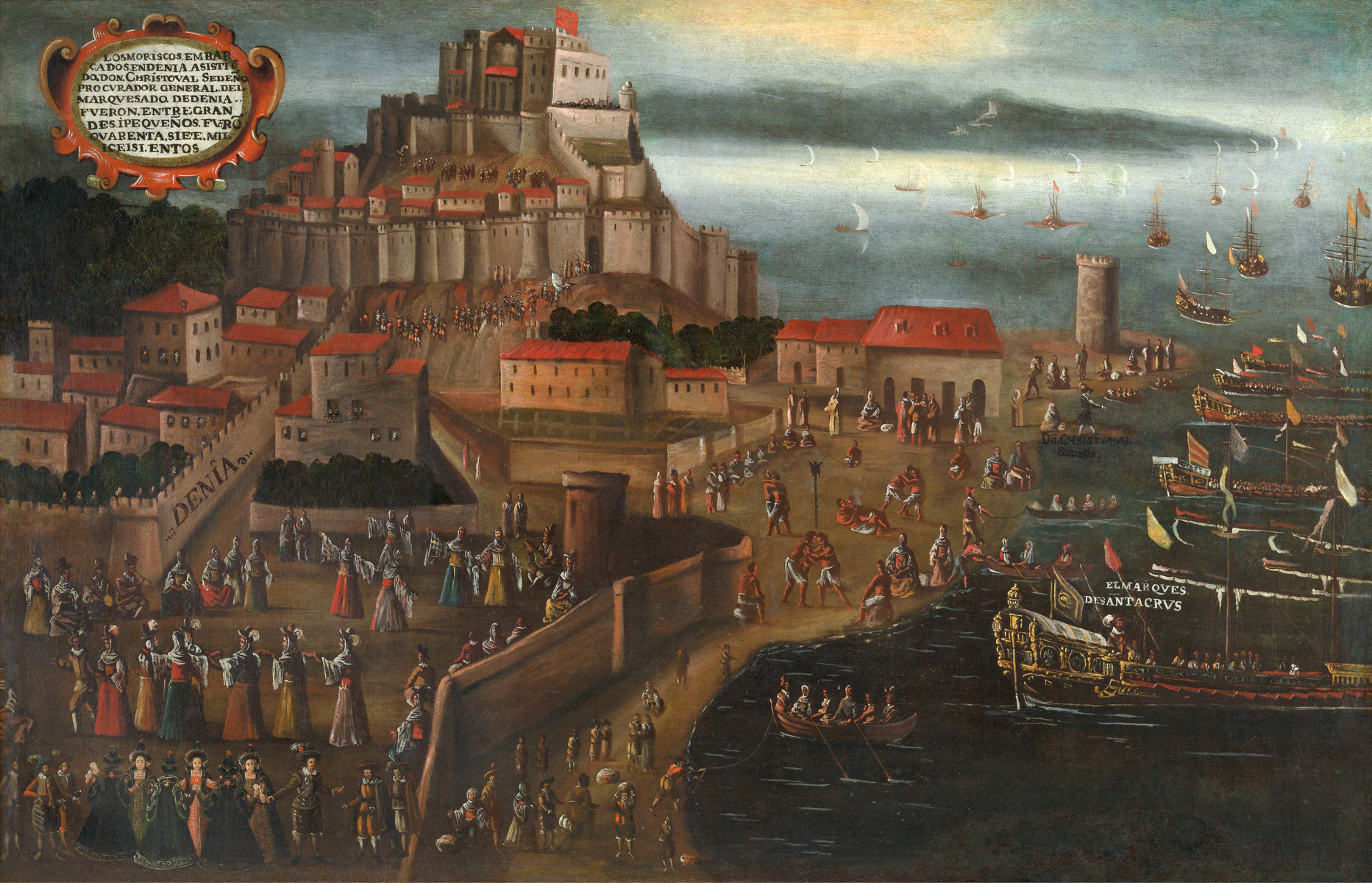
نگاره‌ای از اخراج موریسک‌ها از اسپانیا، بندر دنیا، اثر ویسنته مِستره

اخراج موریسکوها، فرمان بیرون راندن موریسکوها از خاک اسپانیا بود که در تاریخ ۹ آوریل ۱۶۰۹ میلادی به دستور فلیپه سوم، پادشاه اسپانیا اجراء شد. آنان از زمان سقوط آندلس در سال ۱۴۹۲ میلادی به دست فرناندوی دوم تا اخراج کامل در تاریخ ۹ آوریل ۱۶۰۹ به دستور فلیپه سوم، مشکلات و محدودیت‌های بسیاری را از سوی فرمانروایان کاتولیک متحمل شدند. پس از سقوط آخرین قلمرو مسلمانان در اسپانیا یعنی امارت غرناطه، یکدست‌سازی چهره مذهبی اسپانیا، به آرمان حاکمان مسیحی آنجا تبدیل شد. اگرچه مسیحیان، پس از سقوط آندلس، به مردم مسلمان ساکن در اسپانیا قول دادند که بدانها اجازهٔ برگزاریِ مناسکِ دینیشان را خواهند داد، ولی دیری نپایید که فشارهای مسیحیانِ متعصب برای گرواندن مسلمانان به مسیحیت، آغاز شد. در اثر این فشارها، بسیاری از مسلمانان اسپانیا، به آئین مسیحیت گرویدند. ولی اکثراً بر عربی سخن گفتن و انجام رسومِ عربی خود پافشاری می‌کردند. بسیاری از آنها در خفا، همچنان به انجام مناسک اسلامی مبادرت می‌ورزیدند. علاقهٔ موریسک‌ها به دشمنانِ مسلمانِ اسپانیا، باعث ایجاد تصویری تهدیدآمیز از آنان در ذهن شاهان اسپانیا شد. بر این اساس، ترکیبی از تبعیض علیه مسلمانان، ظن کمک موریسک‌ها به دشمنان اسپانیا مخصوصاً امپراتوری عثمانی و دیگر فشارهای مذهبی– فرهنگی، از قبیل ممنوعیتِ زبانِ عربی، مراسمِ مذهبیِ اسلامی و پوشیدنِ اجباریِ لباس‌هایِ اروپایی، باعث بروز شورش‌هایی به دست مسلمانان شد. فلیپه دوم این شورش‌ها را با تمام توان سرکوب کرد و موریسک‌ها را در سرتاسر اسپانیا پراکند. اما چندی بعد افزایش فشارها برای اخراج، بدبینی، طمعِ تَمَلُکِ اموال موریسک‌ها، جبران شکست سنگین اسپانیا از شورشیان پروتستان هلندی در جریان شورش هلند و بازسازی چهرهٔ حاکمیتی کاتولیک و مقتدر نزد مردم داخلی، باعث صدور فرمان اخراج موریسک‌ها به شمال آفریقا در آوریل  ۱۶۰۹ شد. بدیهی‌ست بسیاری از موریسک‌ها در میانهٔ راه تبعید به شمال آفریقا، به دلیل گرسنگی و درگیری‌ها جان خود را از دست دادند.